# HMS Warrior (1860)
50°47′54″ пн. ш. 1°06′32″ зх. д. / 50.798333333333° пн. ш. 1.1088888888889° зх. д.
Warrior («Воріор», з англ. — «Воїн») — 40-гарматний паровий броньований фрегат, побудований для Королівського флоту у 1859–61 роках. Warrior та однотипний Black Prince — броньовані кораблі з залізним корпусом були побудовані як відповідь на спуск на воду Францією у 1859 р. першого морехідного броненосця Gloire. Корабель здійснив демонстраційний тур портами Великої Британії у 1863 році та провів свою активну службу у Ескадрі Каналу. Після введення у складу флоту броненосців типу «Devastation», на яких відмовились від вітрил та встановили більш потужне озброєння, Warrior був переведений у резерв 1875 року, а в 1883 — списаний. 
Корабель використовувався як склад та плавуча база. Його переобладнали у нафтоналивний термінал в 1927 році й використовували таким чином аж до 1979 року. Після цього ВМС передали її The Maritime Trust для реставрації. Після завершення цього процесу корабель розмістили у Портсмуті як музей.

## Історичний контекст

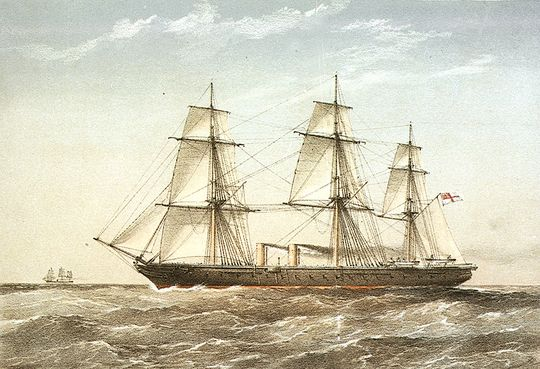
Зображення Warrior під вітрилами

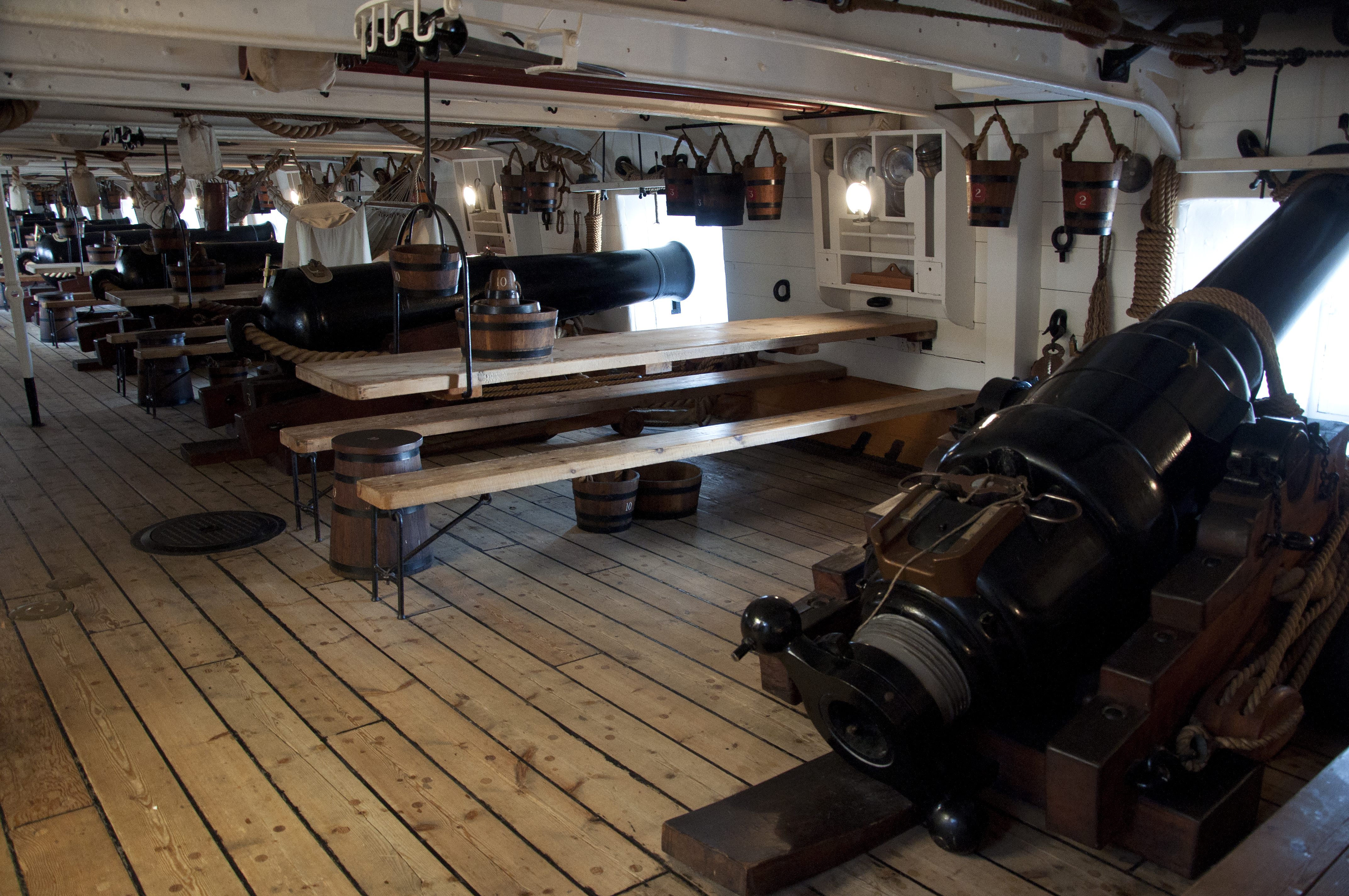
Гарматна палуба Warrior після реставрації.

Спуск на воду парового лінійного корабля «Наполеон» в 1850 році розпочав гонку озброєнь між Францією і Англією, яка тривала кілька десятиліть. Знищення дерев'яного османського флоту російським, кораблі якого вели вогонь розривними снарядами у Сінопській битві на початку Кримської війни, а також подальше знищення російських берегових укріплень у битві під Кінбурном французькими броньованими плавучими батареями, а також випробування на бронеплит, продемонстрували перевагу  броненосців на неброньованими кораблями. Франція спустила на воду 1859 р. перший морехідний броненосець з дерев'яним корпусом Gloire, що порушило баланс сил та знецінило британську перевагу у дерев'яних лінійних кораблях. Загроза потенційного вторгнення Франції викликала страх у Великій Британії, оскільки її Королівський флот не мав кораблів, які б могли протистояти броненосцям. Ситуація була сприйнята настільки серйозно, що королева Вікторія запитала Адміралтейства, чи достатній флот для завдань, які йому доведеться виконувати у воєнний час. У результаті був замовлений «Warrior» та ще один броненосець цього типу.

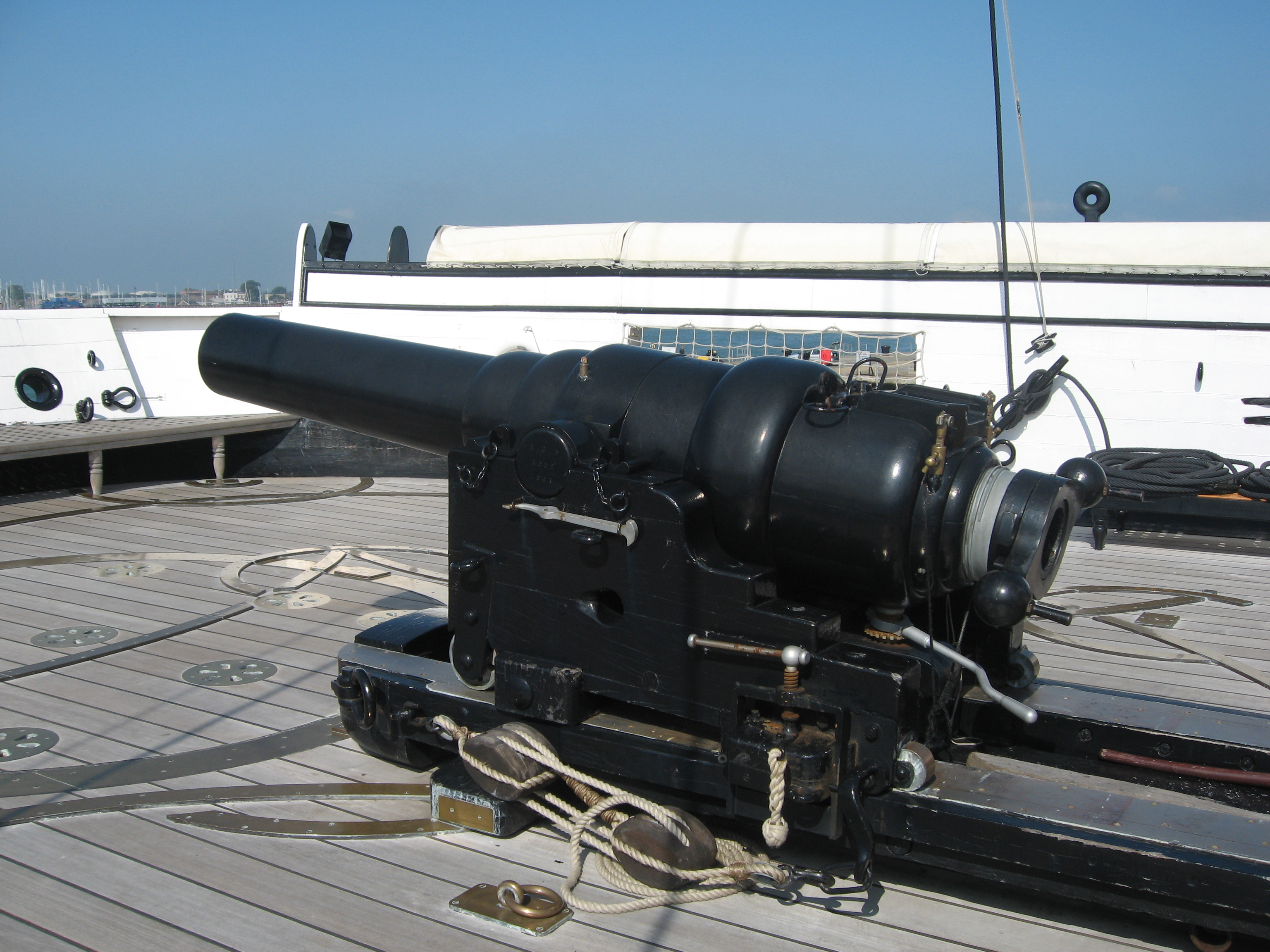
Одна з реплік 110-фунтових дульнозарядних відреставрованого Warrior

1. ↑  Броньовані фрегати були створені для виконання для тієї ж функції — ескадреного бою, що й дерев'яні лінійні кораблі. Водночас, оскільки вони мали лише одну гарматну палубу, технічно ці кораблі класифікувались як фрегати.